# Жук (деревня)
Жук — деревня в Осташковском городском округе Тверской области.

## География
Находится в западной части Тверской области на расстоянии приблизительно 21 км на юг-юго-восток по прямой от города Осташков.

## История
Деревня была показана ещё на карте Менде (состояние местности на 1848 год). В 1859 году здесь (деревня Осташковского уезда) было учтено 4 двора, в 1941 — 17. До 2017 года входила в Сиговское сельское поселение Осташковского района до их упразднения.

## Население
Численность населения: 34 человека (1859 год), 3 (русские 67 %, белорусы 33 %) 2002 году, 1 в 2010.